# Current loop
Il current loop è un tipo di collegamento per le trasmissioni seriali, utilizzato principalmente dalle telescriventi, oppure per collegare un pc o un altro sistema di controllo a sensori, attuatori o una macchina cnc fino a 400 metri di distanza, ben superiori ai 14 metri dello standard seriale e come alternativa ai segnali di tensione, quando si hanno basse velocità di trasmissione (fino a circa 19200 baud). Il sistema è abbastanza versatile e poco sensibile alle interferenze.

Non esistono standard per questo collegamento, che permette la verifica dei dati solo a livello elettrico. Il dispositivo per il current loop può essere collegato a due linee seriali per mezzo di una morsettiera a vite.